# アモーン
アモーンは、浅井企画所属のお笑いコンビである。ワタナベコメディスクール2期生出身。

## メンバー
関口 まじめ（せきぐち まじめ　1982年7月28日（42歳） - ）
本名及び旧芸名は関口 真貴（せきぐち まさき）。2019年1月より現芸名に改名。
長野県出身。立ち位置は左。
血液型はO型。身長170cm、体重55kg。
坊主頭がトレードマーク。
趣味は、ゴジラ、ガンプラ、アクションゲーム。
尊敬する人物はジャッキー・チェン、ジェット・リー、木梨憲武。
ANZEN漫才のあらぽんと仲が良く、家も近所である。
十二支がまともに答えられないなど、ぽんこつと言われるところがある。
田村 元樹（たむら もとき　1983年2月3日（42歳） - ）
福岡県福岡市出身。立ち位置は右。
血液型はAB型。身長175cm、体重58kg。
九州産業大学付属九州高等学校 → 九州産業大学商学部卒業。
趣味は、サッカー、心理学の本、料理、登山。
タロット占いが得意で、タロットとコーチングを織り交ぜたタロットコーチングを行っている。
2023年11月23日、一般女性と結婚。

## 概要
サンドウィッチマンに憧れてお笑い界入り。2004年12月結成。コンビ名の由来は、中学の同級生のあだ名から。アモーンにはタイ語で不滅という意味もあり、コンビ名について尋ねられた際は、このタイ語の意味も併せて発言することがある。

## ネタ
かつては関口の特徴である坊主ネタなどを織り込んだオーソドックスな漫才を行っており、基本的に関口がツッコミで田村がボケであった。現在は最強漫才という独自のスタイルを確立、シフトし、金色のスーツを身にまといネタを行っている。ネタ冒頭の台詞には「漫才を完成させた男」（田村）、「漫才の向こう側に行った男」（関口）などがあり、「田村です！」「関口です！」「最強漫才師です！」とポーズをとりながら言ってネタを始め、それぞれ「第○章！」と言ってネタを繋げている。芸風作りとしては、最初田村が「ツッコミを完成させた男」などと自分でキャラを作ってみたがすぐに飽きられ、次に関口に同じようなキャラを付けてみたがこれも飽きられ、結局両方足してみるかとなって現在のようなキャラに至った。金色のスーツを仕立てるのに、一人5万円かかったという。

## 賞レース

### M-1グランプリ
- 2015年 1回戦敗退
- 2016年 1回戦敗退
- 2017年 3回戦進出[8]
- 2018年 2回戦進出
- 2019年 2回戦進出
- 2020年 2回戦進出
- 2021年 2回戦進出
- 2022年 2回戦進出(武蔵とのトリオ、アモーン634（むさし）として[9])

### その他賞レース
- 2022年 G-1グランプリ 決勝9位[10]
- 2023年 G-1グランプリ 準決勝進出
- 2025年 THE SECOND ～漫才トーナメント～ ノックアウトステージ32→16 進出

## 出演

### テレビ
- PON!（日本テレビ系）- 2017年6月5日、関口のみ出演
- 前略、西東さん（中京テレビ）
- ぱりぴTV（テレビ朝日）- 2017年5月20日
- サンバリュ（日本テレビ）- 2017年5月7日
- 公開ネタ見せ番組 輝け!ギャラ3000円芸人（BSスカパー!）
- にちようチャップリン（テレビ東京）- 2018年8月5日
  - そろそろ にちようチャップリン（テレビ東京） - 2018年12月1日、2021年5月22日・5月29日[11]
  - ぴったり にちようチャップリン（テレビ東京） - 2024年10月13日
- 東京オーディション (仮)   (TOKYO MX)
- 深夜に発見！新shock感〜一度おためしください〜（テレビ東京）- 2019年9月15日